# Grandidierina lineata
Grandidierina lineata — вид сцинкоподібних ящірок родини сцинкових (Scincidae). Ендемік Мадагаскару.

## Поширення і екологія
Grandidierina lineata мешкають на півдні і південному заході острова Мадагаскар, в регіонах Аціму-Андрефана, Андруа і Анузі. Вони живуть в сухих колючих тропічних лісах і чагарникових заростях, що ростуть на піщаних ґрунтах. Зустрічаються на висоті до 320 м над рівнем моря.